# Missionskyrkan, Hedesunda
Missionskyrkan är en kyrka i Hedesunda, Gävle kommun.